# Elia Della Croce
Elia Della Croce (Gaeta, 16 luglio 1802 – Napoli, 1876) è stato un politico italiano.

## Biografia
Fu eletto deputato nel Collegio elettorale di Formia nella VIII legislatura del Regno d'Italia.